# 启蒙馆
启蒙馆，原名“春辉堂”，位于安徽黄山市休宁县万安镇皂荚巷，是陶行知启蒙老师吴尔宽的故居。1898年，7岁的陶行知寄居万安外祖父家，在吴尔宽私塾接受七年的启蒙教育。吴尔宽故居建筑面积达3586平方米，有40多个房间，18个厅，木雕精美。
2019年3月28日，启蒙馆公布为第八批安徽省文物保护单位。